# Resende
Resende – miejscowość w Portugalii, leżąca w dystrykcie Viseu, w regionie Północ w podregionie Tâmega. Miejscowość jest siedzibą gminy o tej samej nazwie.

## Demografia
| Liczba ludności gminy Resende (1801–2011) | Liczba ludności gminy Resende (1801–2011) | Liczba ludności gminy Resende (1801–2011) | Liczba ludności gminy Resende (1801–2011) | Liczba ludności gminy Resende (1801–2011) | Liczba ludności gminy Resende (1801–2011) | Liczba ludności gminy Resende (1801–2011) | Liczba ludności gminy Resende (1801–2011) | Liczba ludności gminy Resende (1801–2011) | Liczba ludności gminy Resende (1801–2011) |
| ----------------------------------------- | ----------------------------------------- | ----------------------------------------- | ----------------------------------------- | ----------------------------------------- | ----------------------------------------- | ----------------------------------------- | ----------------------------------------- | ----------------------------------------- | ----------------------------------------- |
| 1801                                      | 1849                                      | 1900                                      | 1930                                      | 1960                                      | 1981                                      | 1991                                      | 2001                                      | 2004                                      | 2011                                      |
| 4 128                                     | 3 506                                     | 19 334                                    | 21 894                                    | 20 226                                    | 15 356                                    | 13 675                                    | 12 370                                    | 11 978                                    | 11 364                                    |

## Sołectwa
Sołectwa gminy Resende (ludność wg stanu na 2011 r.)
- Anreade – 1114 osób
- Barrô – 744 osoby
- Cárquere – 854 osoby
- Feirão – 117 osób
- Felgueiras – 319 osób
- Freigil – 431 osób
- Miomães – 359 osób
- Ovadas – 277 osób
- Panchorra – 132 osoby
- Paus – 528 osób
- Resende – 3166 osób
- São Cipriano – 771 osób
- São João de Fontoura – 700 osób
- São Martinho de Mouros – 1495 osób
- São Romão de Aregos – 357 osób